# Newbridge (Kornwalia)
Newbridge – wieś w Anglii, w Kornwalii. Leży 6 km na zachód od miasta Penzance i 415 km na zachód od Londynu.